# Delia Nivolelli Merlot
Le Delia Nivolelli Merlot est un vin rouge de la région Sicile doté d'une appellation DOC depuis le 10 juin 1998. Seuls ont droit à la DOC les vins récoltés à l'intérieur de l'aire de production définie par le décret. Les vignobles autorisés se situent en province de Trapani dans les communes de Mazara del Vallo, Marsala, Petrosino et Salemi.

## Caractéristiques organoleptiques
- couleur : rouge rubis tendant vers un rouge orange après vieillissement
- odeur : caractéristique,  harmonique, intense
- saveur : sec, plein, agréable

Le Delia Nivolelli Merlot se déguste à une température de 14 à 16 °C et il se gardera 2 – 4 ans.

## Production
Province, saison, volume en hectolitres :
- pas de données disponibles